# Ambon
 Ovo je glavno značenje pojma Ambon. Za druga značenja pogledajte Ambon (razdvojba).
Ambon (grč.= pupak ili kvrga na štitu; ono što se ističe) je povišeno mjesto (govornica) smješteno na spoju svetišta i broda crkve, namijenjeno čitanju biblijskih tekstova u liturgiji. Sastoji se od ovalne, kvadratne ili poligonalne ograde, s jedne strane otvorene, zatim noge ili postolja na kojem počiva i malog stubišta kojim mu se prilazi.
U bazilikama se nalaze dva takva mjesta. U ranokršćanskim bazilikama amboni se nalaze na bočnim stranama kora ili scholae cantorum, a u romaničkim crkvama na dnu scholae cantorum prema glavnom brodu crkve. Sa sjevernog se čita evanđelje a s južnoga poslanice i starozavjetni tekstovi. Tamo gdje je bio samo jedan ambon (npr. S. Clemente u Rimu), redovito je bio trostupanjski: s najvišeg mjesta đakon čita evanđelje, sa srednjega subđakon poslanicu, a s najnižega lektor čita tekstove Starog zavjeta i ostale poruke. 
U pravoslavnoj crkvi se nalazi kao povišeno mjesto ispred ikonostasa, a naziva se amvon.
Ambone u 11. st. polako istiskuje pojava propovjedaonice.

## Također pogledajte
- Crkveni namještaj